# 천당의 밤과 안개
"천당의 밤과 안개"(Night and Fog In Zona)는 한국에서 제작된 정성일 감독의 2015년 다큐멘터리 영화이다. 왕빙 등이 주연으로 출연하였고 김종원 등이 제작에 참여하였다. 2015년 20회 부산 국제영화제에서 전 세계 초연되었다.

## 출연

### 주연
- 왕빙

## 기타
- 프로듀서: 박영언
- 프로듀서: 함주리
- 제작이사: 김재윤
- 제작실장: 김준엽
- 동시녹음: 홍초선
- 음향편집: 조예리
- 믹싱: 채지혜
- 믹싱: 윤정화
- 사운드: 이승철
- 음악지원: 박승천
- 타이틀: 박영언
- 디지털색보정: 한경훈
- 디지털처리: 김선숙
- 중국어 번역: 윤창수
- 중국 윈난어 번역: Sun Shimei
- 중국 윈난어 번역: Chen Zengbao
- 통역: 조은진
- 영어 자막: 박정원

## 수상 및 지명
| 연도 | 상             | 분류                     | 수상자 | 결과 |
| ---- | -------------- | ------------------------ | ------ | ---- |
| 2019 | 6회 들꽃영화상 | 최고의 감독 (다큐멘터리) | 정성일 | 수상 |